# Rien Glansdorp
Marien Gerard (Rien) Glansdorp (Rotterdam, 3 november 1913 – 's-Hertogenbosch, 27 oktober 1990) was een Nederlands schilder, tekenaar en academiedocent.

## Leven en werk
Rien Glansdorp was een zoon van timmerman Aart Glansdorp en Maria Margaretha Groeneweg en jongere broer van de schilder Aart Glansdorp. Hij was gehuwd met Georgina Helena Lore van der Kamp.
Hij werd opgeleid aan de Academie van Beeldende Kunsten en Technische Wetenschappen in Rotterdam en de Academie van Beeldende Kunsten in Den Haag. Hij behaalde de MO-aktes tekenen: A in 1935, B in 1937. Glansdorp ontving drie maal de Koninklijke Subsidie voor Vrije Schilderkunst (1937-1939). Hij tekende, schilderde en aquarelleerde (boerderij)stillevens en landschappen en nam deel aan diverse exposities. Hij werd docent aan de Rotterdamse Academie en gaf les aan onder anderen Johannes van der Pijl.